# Simeon Sławczew
Simeon Nenczew Sławczew (bułg. Симеон Ненчев Славчев, ur. 25 września 1993 w Sofii) – bułgarski piłkarz występujący na pozycji pomocnika, reprezentant Bułgarii w latach 2013–2019.

## Kariera klubowa
Karierę piłkarską rozpoczął w klubie Septemwri Sofia. Następnie trenował w Sławii Sofia, a w 2008 roku podjął treningi w Liteksie Łowecz. W 2010 roku awansował do kadry pierwszego zespołu Liteksu. 31 października 2010 zadebiutował w nim w wygranym 1:0 domowym meczu ze Sławią Sofia. W 2011 roku został wypożyczony na pół roku do drugoligowego Czawdaru Etropole. W 2012 roku wrócił do Liteksu, a w sezonie 2013/2014 stał się jego podstawowym zawodnikiem. Latem 2014 Sławczew przeszedł do Sportingu CP. W 2015 roku najpierw wypożyczono go do Boltonu Wanderers, a następnie do Apollonu Limassol. 17 sierpnia 2016 roku został na dwa lata wypożyczony do Lechii Gdańsk. Następnie w latach 2018–2019 grał w Qarabağ FK, a w latach 2020–2021 w Lewskim Sofia. 3 stycznia 2023 podpisał kontrakt z Wieczystą Kraków.

## Kariera reprezentacyjna
Sławczew grał w młodzieżowych reprezentacjach Bułgarii. W reprezentacji seniorskiej zadebiutował 15 października 2013 w przegranym 0:1 meczu eliminacji Mistrzostw Świata 2014 z Czechami, rozegranym w Sofii. W 73 minucie zmienił Wencisława Christowa.

## Statystyki kariery
| Sezon   | Klub             | Kraj        | Rozgrywki                 | Mecze | Bramki |
| ------- | ---------------- | ----------- | ------------------------- | ----- | ------ |
| 2010/11 | Liteks Łowecz    | Bułgaria    | A PFG                     | 1     | 0      |
| 2011/12 | Czawdar Etropole | Bułgaria    | B PFG                     | 13    | 0      |
| 2011/12 | Liteks Łowecz    | Bułgaria    | A PFG                     | 0     | 0      |
| 2012/13 | Liteks Łowecz    | Bułgaria    | A PFG                     | 17    | 1      |
| 2013/14 | Liteks Łowecz    | Bułgaria    | A PFG                     | 37    | 14     |
| 2014/15 | Sporting CP B    | Portugalia  | Segunda Liga              | 3     | 0      |
| 2014/15 | Bolton Wanderers | Anglia      | Championship              | 1     | 0      |
| 2015/16 | Apollon Limassol | Cypr        | Protathlima A’ Kategorias | 20    | 1      |
| 2016/17 | Lechia Gdańsk    | Polska      | Ekstraklasa               | 23    | 0      |
| 2017/18 | Lechia Gdańsk    | Polska      | Ekstraklasa               | 27    | 1      |
| 2018/19 | Qarabağ FK       | Azerbejdżan | Premyer Liqası            | 16    | 2      |
| 2019/20 | Qarabağ FK       | Azerbejdżan | Premyer Liqası            | 2     | 0      |
| 2019/20 | Lewski Sofia     | Bułgaria    | Pyrwa PFL                 | 3     | 1      |
| 2020/21 | Lewski Sofia     | Bułgaria    | Pyrwa PFL                 | 7     | 0      |
| 2021/22 | Lewski Sofia     | Bułgaria    | Pyrwa PFL                 | 5     | 0      |
| 2021/22 | Łokomotiw Sofia  | Bułgaria    | Pyrwa PFL                 | 11    | 1      |
| 2022/23 | Łokomotiw Sofia  | Bułgaria    | Pyrwa PFL                 | 16    | 0      |

## Sukcesy
Apollon Limassol
- Puchar Cypru: 2015/16

Qarabağ FK
- mistrzostwo Azerbejdżanu: 2018/19